# Ferenczi Anna
Ferenczi Anna (Budapest, 1972. szeptember 23. –) labdarúgó, csatár. Jelenleg a Pénzügyőr SE labdarúgója.

## Pályafutása
Az Íris SC, majd a Femina labdarúgója volt, a 2001–02-es idényben tagja volt a bajnokcsapatnak. Egy rövid ideig megfordult a László Kórház együttesében is. 2012 nyara óta a Pénzügyőr játékosa. A 2000-es évek eleje óta futsal csapatokban is játszik. Hosszabb ideig az Universum jelenleg az Obsitos SE labdarúgója.

## Sikerei, díjai
- Magyar bajnokság
  - bajnok: 2001–02